# Горелов, Георгий Владимирович
Гео́ргий Влади́мирович Горе́лов (23 марта 1948, Москва, Московская область, СССР — 25 марта 2016) — советский и российский учёный, профессор (1992), доктор технических наук (1986). Академик Российской открытой академии транспорта, бывший директор Института систем управления, телекоммуникаций и электрификации, заведующий кафедрой «Радиотехника и электросвязь» Московского Государственного Университета путей сообщения (МИИТ). Заслуженный деятель науки Российской Федерации (2009).

## Биография
Родился 23 марта 1948 года в Москве. 
В 1972 году с отличием окончил Московский институт инженеров железнодорожного транспорта (МИИТ) по специальности «Автоматика, телемеханика и связь на железнодорожном транспорте». В 1972—1974 годах — стажёр-исследователь кафедры «Радиотехника и электросвязь». В 1974—1976 годах — аспирант, в 1975 году защищает кандидатскую диссертацию на тему «Исследование вопросов передачи телеизмерительной информации в системе энергоснабжения электрифицированных железных дорог». 
В 1976—1987 годах ассистент, доцент кафедры «Радиотехника и электросвязь». В 1986 году защищает докторскую диссертацию на тему «Восстановление нерегулярно дискретизированных сигналов в дискретных системах».
С 1987 года заведующий кафедрой «Радиотехника и электросвязь», параллельно в 1987—1998 годах декан факультета «Железнодорожная автоматика, телемеханика и связь». В 1998—2007 годах директор Института систем управления, телекоммуникаций и электрификации (ИСУТЭ) МИИТа.
Автор 182 научных статей, 24 учебно-методических работ, 12 монографий и учебников. Подготовил двух докторов и 12 кандидатов технических наук.

## Основные научные труды
- К оценке качества обработки речи в стандарте GSM\ Г. В. Горелов, С. Г. Каргулин, М. А. Рогов,\ Информационно-управляющие системы на ж.д. транспорте \ 1997, № 1, с.30-33
- Корпоративная сеть железнодорожной связи с интеграцией услуг \ Г. В. Горелов, Н. А. Казанский \ Информационно-управляющие системы на ж.д. транспорте \ 1997, № 4, с.96-97
- Методы аналитической оценки качества речи в цифровых системах передачи \ Г. В. Горелов, О. Н. Ромашкова \ The 4-th International scientific conference of railways expert \ с.135
- К оценке качества полосного вокодера \ Г. В. Горелов, Л. Л. Кочнов, А. В. Пчелинцев, Н. М. Пчелинцева \ Обработка сигналов в системах телефонной связи. VII межрегиональная конференция \ с.74-71